# Haftungsbeteiligter
Ein Haftungsbeteiligter ist gem. § 64 StPO ein Prozessbeteiligter, der für Geldstrafen, Geldbußen oder für die Kosten des Verfahrens haftet, oder der, ohne selbst angeklagt zu sein, vom Verfall, vom erweiterten Verfall oder von der Einziehung einer Sache bedroht ist. Der Haftungsbeteiligte hat die Rechte des Angeklagten und kann sich entweder selbst vertreten oder vertreten lassen.
Das Verfahren beim Verfall, beim erweiterten Verfall und bei der Einziehung ist in §§ 443 ff. StPO geregelt, die materiellen Voraussetzungen in §§ 20 ff. StGB. Das strafrechtliche Kompetenzpaket sKp brachte zum 1. Jänner 2011 wesentliche Neuerungen bei den vermögensrechtlichen Anordnungen.